# Carlos Sastre
Carlos Sastre Candil (ur. 22 kwietnia 1975 w Leganés) – były hiszpański kolarz szosowy.
Profesjonalną karierę rozpoczął w 1997 r. Jego pierwszą drużyną była grupa ONCE. W 2002 r. przyszedł do duńskiej drużyny Team CSC. Sastre specjalizuje się w wyścigach wieloetapowych, gdzie regularnie plasuje się w czołowej dziesiątce. Jego największym sukcesem jest wygranie 27 lipca 2008 roku prestiżowego wyścigu kolarskiego Tour de France.
Karierę zaczynał w 1997 roku w hiszpańskiej drużynie ONCE. Swój pierwszy ważny sukces odniósł w 2000 roku, kiedy to zajął 8. miejsce w klasyfikacji generalnej Vuelta a España oraz zdobył koszulkę dla najlepszego górala wyścigu.
W 2002 roku Sastre przeniósł się do ekipy Team CSC. Miał być liderem drużyny na Vuelta a España. Podczas Tour de France 2002 zaprezentował najlepszą formę spośród kolarzy swojej nowej drużyny i zajął ostatecznie wysokie 10. miejsce w klasyfikacji generalnej. Do zwycięzcy wyścigu Amerykanina Lance’a Armstronga stracił 19 minut.
W czasie Tour de France 2003 Sastre odniósł pierwsze zwycięstwo w karierze na francuskim wyścigu. Miało to miejsce podczas 13 etapu z metą na Plateau de Bonascre. W klasyfikacji generalnej znów znalazł się w czołowej dziesiątce, mimo tego, iż liderem drużyny nie był on, a Amerykanin Tyler Hamilton, który zajął 4. miejsce.
W 2004 roku znów znalazł się w czołówce Wielkiej Pętli. Tym razem ukończył cały wyścig na 8. pozycji. Dobrą formę zaprezentował też podczas Vuelta a España, gdzie wywalczył 6. miejsce.
W kolejnym sezonie podobnie jak przed rokiem Sastre miał za zadanie być pomocnikiem Ivana Basso podczas Tour de France. Ze swoich obowiązków wywiązywał się dobrze, bo Basso zajął drugie miejsce w generalnej klasyfikacji. Hiszpan zaś zanotował pewien regres w stosunku do swoich wyników z ostatnich lat i zajął dopiero 21. lokatę. Na hiszpańską Vueltę pojechał natomiast w roli lidera Team CSC i pierwotnie zajął trzecie miejsce w klasyfikacji generalnej. Lecz po tym, jak na stosowaniu dopingu przyłapano jego rodaka – Roberto Herasa, Sastre został ogłoszony drugim kolarzem Vuelta a España 2005.
Sastre w tymże roku przejechał wszystkie trzy największe wyścigi kolarskie – Giro d’Italia, Tour de France oraz Vuelta a España. Podczas włoskiego wyścigu Hiszpan zajął odległe 43. miejsce, z ogromną przewagą wygrał cały wyścig jego kolega z drużyny Ivan Basso.
W roku 2008 odniósł kolejny znaczący triumf w swojej karierze, wygrywając „królewski” etap do L’Alpe d’Huez podczas Tour de France. Uzyskał wtedy sporą przewagę nad pozostałymi zawodnikami w klasyfikacji generalnej i został zwycięzcą całego Tour, wyprzedzając o 58 sekund Cadela Evansa.
w 2011 roku zakończył sportową karierę.

## Wyniki w Grand Tourach
| Grand Tour | 1999 | 2000 | 2001 | 2002 | 2003 | 2004 | 2005 | 2006 | 2007 | 2008 | 2009 | 2010 | 2011 |
| ---------- | ---- | ---- | ---- | ---- | ---- | ---- | ---- | ---- | ---- | ---- | ---- | ---- | ---- |
| Giro       | 101  | -    | -    | 38   | -    | -    | -    | 43   | -    | -    | 3    | 8    | 30   |
| Tour       | -    | -    | 20   | 10   | 9    | 8    | 21   | 3    | 4    | 1    | 16   | 20   | -    |
| Vuelta     | -    | 8    | DNF  | -    | 35   | 5    | 2    | 4    | 2    | 3    | -    | 8    | 20   |